# دل (مجموعه نمایش خانگی)
دل یک مجموعهٔ نمایشی به کارگردانی منوچهر هادی و به تهیه‌کنندگی جواد فرحانی، محصول سال ۱۳۹۸ در شبکه نمایش خانگی است. این سریال به قلم بابک کایدان و میثم کایدان نگاشته شده‌است. حامد بهداد، ساره بیات،  یکتا ناصر، سارا نجفی  از جمله بازیگران این مجموعه هستند.

## خلاصهٔ داستان
دل یک ملودرام اجتماعی، عاشقانه است که در خلاصه داستان آن آمده است آرش (حامد بهداد) و رستا (ساره بیات)، پس از فراز و نشیب فراوان خانواده‌های خود به روز عروسی می‌رسند اما با پیدا شدن رقیب قدیمی آرش، مهران (مهدی کوشکی) معشوقه و عاشق سابق رستا در شب عروسی اتفاقاتی پی دَر پی پدید می‌آید و ...

## بازیگران
| بازیگر          | نقش              | توضیحات |
| --------------- | ---------------- | --- |
| حامد بهداد      | آرش سپنتا        | همسر رستا، پسر اتابک و توران، داماد خسرو و ناهید،شوهر خواهر آوا و فرزاد                                                                |
| ساره بیات       | رستا پژوهی       | همسر آرش، دختر خسرو، دختر ناتنی ناهید،خواهر ناتنی آوا و فرزاد، عروس اتابک و توران، خواهر زاده پروین، همسر سابق نکیسا، نامزد سابق مهران |
| یکتا ناصر       | آوا بهرامی‌فر     | دختر ناهید، دختر ناتنی خسرو، خواهر ناتنی رستا و فرزاد،خواهر زن آرش                                                                     |
| کوروش تهامی     | نکیسا شاپوری     | همسر سابق رستا، داماد سابق خسرو و ناهید، شوهر خواهر سابق آوا و فرزاد                                                                   |
| سعید راد        | خسرو پژوهی       | همسر ناهید، پدر رستا و فرزاد، پدر ناتنی آوا، پدر زن آرش                                                                                |
| بیژن امکانیان   | اتابک سپنتا      | همسر توران، پدر آرش، پدر شوهر رستا، داماد حاتم، شوهر خاله رابی، همسر سابق مرسده                                                        |
| افسانه بایگان   | ناهید            | همسر خسرو، مادر آوا و فرزاد، مادر ناتنی رستا،مادر زن آرش                                                                               |
| نسرین مقانلو    | توران            | همسر اتابک، مادر آرش،دختر حاتم، مادر شوهر رستا،خاله رابی، هووی سابق مرسده                                                              |
| علی سخنگو       | سیاوش            | همسر رابی |
| مهراوه شریفی‌نیا | رابی ماهان       | همسر سیاوش، نوه حاتم، خواهر زاده توران، دختر خاله آرش، معشوقه سابق آرش                                                                 |
| بهرام افشاری    | فاراب سهراب‌پور   | همسر مرسده، دشمن عادل |
| لیلا زارع       | مرسده پروین‌حسینی | همسر فاراب، همسر سابق اتابک، نامزد سابق عادل                                                                                           |
| مهدی کوشکی      | مهران تهرانی     | نامزد سابق رستا، رقیب عشقی آرش |
| محمدحسن معینی   | فرزاد پژوهی      | پسر خسرو و ناهید، برادر ناتنی رستا و آوا،برادر زن آرش، خواهر زاده ناتنی پروین                                                          |
| حمیدرضا نعیمی   | سرهنگ            | سرهنگ بازنشسته، دوست خسرو |
| تینو صالحی      | عادل             | دشمن فاراب |
| حسین عرب        | حاتم             | پدر توران، پدر بزرگ آرش و رابی، پدر زن اتابک                                                                                           |
| مریم سعادت      | پروین            | خاله رستا، خاله ناتنی آوا و فرزاد |
| سارا نجفی       | راننده           | راننده رستا |

## موسیقی[۴][۵]
| شماره | نام                              | خواننده     | مدت  |
| ----- | -------------------------------- | ----------- | ---- |
| ۱.    | «دل» (تیتراژ ابتدایی)            | رضا بهرام   | ۳:۱۹ |
| ۲.    | «عادلانه نیست» (تیتراژ میانی)    | رضا بهرام   | ۳:۴۱ |
| ۳.    | «زیبایِ چشم‌سفید» (تیتراژ میانی)   | شهاب مظفری  | ۳:۱۵ |
| ۴.    | «دلِ خون» (تیتراژ میانی)          | شهاب مظفری  | ۴:۱۶ |
| ۵.    | «مرد» (تیتراژ میانی)             | شهاب مظفری  | ۳:۲۹ |
| ۶.    | «شناسنامه» (تیتراژ میانی)        | شهاب مظفری  | ۳:۰۸ |
| ۷.    | «الله» (تیتراژ میانی)            | شهاب مظفری  | ۳:۰۴ |
| ۸.    | «از عشق تو» (تیتراژ میانی)       | شهاب مظفری  | ۳:۰۶ |
| ۹.    | «ردّ پا» (تیتراژ میانی)           | شهاب مظفری  | ۳:۳۹ |
| ۱۰.   | «لعنتی‌ترین حوالی» (تیتراژ میانی) | شهاب مظفری  | ۵:۱۰ |
| ۱۱.   | «چه شبایی» (تیتراژ میانی)        | علی لهراسبی | ۳:۱۰ |
| ۱۲.   | «دل» (تیتراژ میانی)              | علی لهراسبی | ۴:۲۱ |
| ۱۳.   | «وابستگی» (تیتراژ میانی)         | علی لهراسبی | ۳:۳۹ |
| ۱۴.   | «تنهایِ تنها» (تیتراژ پایانی)     | شهاب مظفری  | ۳:۵۴ |

## بازتاب‌ها
- مسعود فراستی در برنامه هفت گفت:پنج دقیقه از این سریال را دیدم و شش دقیقه از آن اسلوموشن بود! … تاحالا آب بستن تا این حد را ندیده بودم! … حالا چی نشون می‌داد به کنار. مطلقاً کارگردانی، بازیگری، قصه و هیچ چیز دیگری هم در کار نبود و جالب اینجاست که کارگردان این سریال، درس کارگردانی در یکی از موسسات هم می‌دهد و این یعنی وضعیت فاجعه![۶]
- آرامه اعتمادی (منتقد مجلهٔ فیلم): در حساب توییتری خود نوشت:قسمت ۲۳ سریال دل، با ۵۲ دقیقه در بازار پخش و ارائه شده. از سر کنجکاوی دقایق مفیدش را محاسبه کردم؛ با حذف صحنه‌های «موسیقی (کلیپ‌طور)»، «آنچه دیده‌اید» و «آنچه خواهید دید» و «فلش بک» ها، با اغماض، حدوداً ۲۹ دقیقه روند داستان‌گویی این قسمت بوده.»[۷]
- مهرداد معظمی (خبرنگار سینمایی) در توییتی در شرح این توییت نوشت:«برای نوشتن یادداشتی، ۱۵ قسمت سریال «دل» رو تو یه یک ساعت دیدم بدون اینکه لحظه‌ای از داستان جا بمونم! همین قدر زباله …[۷]
- روزنامهٔ جوان نوشت: سریال «دل» که این روزها در شبکهٔ نمایش خانگی توزیع می‌شود نمونهٔ بارز یک سریال بی‌ارزش است که اساساً با کلیشه‌های رایج همیشگی ساخته شده‌است.[۸]
- رضا توسلی:نکتهٔ عجیب دربارهٔ سریال دل اینکه در اینجا استفاده از اسپانسرها به حدی زیاد و غیرمعقول است که زمان مفید سریال دل در هر قسمت را به سختی به ۲۰ دقیقه می‌رساند … دل یکی دیگر از سریال‌های ضعیف شبکهٔ نمایش خانگی است که چندان دغدغهٔ مخاطب ندارد و بیشتر برای راضی کردن دل اسپانسرها ساخته شده. در ساخت دل کوچک‌ترین مسائل فیلمسازی رعایت نشده و در عوض تا جایی که امکان داشته، قاب دوربین در اختیار اسپانسرها بوده تا چگونگی به تصویر کشیدن محصولات‌شان را در سریال به دست بگیرند. باید دید مسیر سقوط سریال سازی در شبکهٔ نمایش خانگی تا کجا پیش خواهد رفت.[۹]

محمد جلالی:
تکرار و تکرار در آنچه که گذشت و آنچه که خواهید دید حجم زیادی از قسمت‌های ۵۰ دقیقه‌ای سریال دل را به خود اختصاص داد و در طول سریال نیز باز هم تکرار، تکرار و تکرار! کارگردان فیلم گویا تماشاگر را کند ذهن تصور کرده چرا که صحنه ربوده شدن رستا را ده‌ها بار به تصویر کشید!
- منوچهر هادی نیز در جواب به انتقادات سریالش گفت:

دل باید همینجوری ساخته می‌شد و ریتمش همینه که می‌بینید. اما قصه اینقدر مخاطب را درگیر کرده که مخاطب کلافه شده و دوست دارد ببیند پایانش چی می‌شه. همین مخاطبی که از قصهٔ «دل» ایراد می‌گیرد، سریال‌های ترکیه‌ای صد برابر این کشش می‌دهند مشکلی ندارد. طرف یک اسلحه می‌گیرد سمت پارتنرش یک قسمت می‌گذرد و به راحتی نگاه می‌کند. یا دویست و پنجاه قسمت را در یک لوکیشن می‌بینند. یا از من این انتظار را ندارند یا این کار را متوجه نشدند. قصهٔ دل، قصهٔ روابط عاشقانهٔ آدم‌هاست. گفتگو محور است. اساساً جنس قصه و نوع روایت این را می‌طلبد. شاید یک مقدار مخاطب اذیت بشود اما اگر دوباره دل را می‌ساختم ریتم این سریال همین بود. بخش‌هایی که بهرام افشاری می‌آید و زد و خورد دارد ریتم تند می‌شود اما یک گفتگوی عاشقانه را نمی‌توانم بگم تند تند راه بروید! شما صد هزار تومان می‌دهید اشتراک نماوا و فیلیمو می‌گیرید و هزارتا فیلم می‌بینید دیگر نمی‌توانید بگویید مجبورم ببینم. کسی خوشش نیاید می‌تواند نبیند. من نمی‌دانم چه اصراریه که کسی سی قسمت دیده می‌گوید کاش سی قسمت می‌شد ده قسمت! بله من سی قسمت را در نود دقیقه هم می‌توانم مونتاژ کنم، ولی این به آن معنی نیست که بیست و هشت قسمت اضافه است. من سریال‌های خانگی را می‌بینم هرجا خسته می‌شوم دیگر نمی‌بینم. اما دل را خیلی‌ها دارند می‌بینند و ما فیدبک‌ها را می‌بینیم و این پربیننده‌ترین سریالی است که من ساختم. این را از واکنش‌ها می‌فهمم. همه چیز آمار فیلیمو دست خودشونه و چیزی نیست که محرز باشد اما در همین آمار هم سریال ما رتبهٔ بالایی دارد. نقدها به سریال زیاد است اما طرز عجیبی همهٔ منتقدان کار را نگاه می‌کنند. در «عاشقانه» اما بر اساس فیلمنامه قصه و ریتم و ماجرا تندتر از دل هست.
- منوچهر هادی در برنامهٔ «کافه آپارات» به صراحت گفت که از قسمت ۴–۵ تا قسمت ۱۰، وقتی متوجه شده انتقادات زیاد است و حوصلهٔ مخاطب سر می‌رود، تصمیم گرفته سه قسمت از سریال کم کند و این مجموعه را از ۴۳ قسمت به ۴۰ قسمت کاهش دهد.[۱۲]
- منوچهر هادی همچنین در مصاحبهٔ مجله فیلم با هوشنگ گلمکانی درمورد انتقاد عظیم سریالش به گفتگو پرداخت.[۱۳]
- یکتا ناصر در صفحه اینستاگرام خود نوشت:شاید برای خیلی از شما این نقش تجسم شیطان باشد اما برای من تجسمی از رنج و درد بود از اینکه با ادبیاتی توهین‌آمیز برایم می‌نویسید هم خوشحال می‌شوم چون می‌پندارم حتماً آنقدر واقعی بودم که پذیرفتید و هم می‌رنجم که ندانستید ایفای این نقش یعنی لطمه‌ای عظیم بر روح وجسمم و در نهایت سپاسگزارم که با وجود تمام انتقادات به جا و نابه جا ما را دنبال می‌کنید.[۱۴]
- سعید راد نیز از بازی در این سریال ابراز پشیمانی و این سریال را مورد نقد قرار داد. وی علت بازی در این سریال را تجربه کردن شبکه نمایش خانگی دانست و گفت که اشتباه کرده‌است. وی همچنین گفت:در زمان پخش هم این سریال را دنبال نکردم، چون می‌دانستم چه خبر است و مطمئناً اذیت می‌شدم!»[۱۵] وی در رابطه با انتخاب عوامل و بازیگران مطرح کرد:انتخاب‌ها و کستینگ‌ها همه غلط بود؛ مثلاً حامد بهداد که خیلی بازی‌هایش را دوست دارم یا ساره بیات مال این نقش‌ها نیستند، چون این قدر غمباره و افسرده و سن بالا هستند که باورپذیر نمی‌شوند. صورت اینها اصلاً برای عشق و عاشقی شاد نیست که مردم با آنها سمپات پیدا کنند. حامد بهداد یک ضد قهرمان فوق‌العاده است ولی در این سریال فقط حرف می‌زند. اینها زود می‌خواستند بگیرند و تمام کنند و ۲۰ قسمت را بکنند ۳۰ قسمت، ۳۰ قسمت را بکنند ۴۰ قسمت و اگر یک مقدار جا داشت می‌کردند ۵۰ قسمت چون مردم برای‌شان مهم نیستند. اینها دارند بیزینس می‌کنند. من اشتباه کردم و سعی می‌کنم دیگر نکنم. قشنگ نیست من که ۷۰ فیلم پشتم هست این‌طور به شعور مخاطب توهین کنم.»[۱۶]
- منوچهر هادی به انتقادات سعید راد واکنش نشان داد و در صفحه اینستاگرام خود نوشت:

"سعید راد عزیز:
خودت دوست داری بچه‌ها
سعید جون صدات کنن.
سعید جون:
اگر به هر دلیلی این همکاری به سلیقه شما خوش نیامده و خاطر زیبای شما را آزرده، من تمام قد به احترام شما، مهربانی‌هایت و سابقه درخشانت در حوزه بازیگری می‌ایستم و فقط، به خاطرات خوبی که در پشت صحنه با شما داشتم فکر می‌کنم. هر نقدی به سریال دل و بازی شما هست اشکال من است و این را می‌پذیرم. با تمام وجودم و همه تلاشم سریال دل را ساخته‌ام و پای کارم چه خوب چه بد ایستاده‌ام. از همه کسانی که به هر دلیلی با سریال دل ارتباط برقرار نکردند هم عذر خواهی می‌کنم".
- یکتا ناصر زیر این پست با کامنت نوشت:عزیزم در این دوران خیلی از آدمها یادگرفتن که تعریفهارو مال خودشون کنن و انتقادات را به دیگران حواله بدهند حقا جایگاه بلند تو تحسین‌برانگیز است و وسوسه رسیدن به آن برای بعضی حسادت را جایز می‌کند. می‌دانم که حرفهای نابجا را به دل نمی‌گیری و می‌دانم نادرند کسانی که آنقدر خالصانه برای کارشان زحمت بکشند و جواب دشمنان و کینه توزانشنان را هم با مهربانی می‌دهند. پاینده باش[۱۸]
- بابک کایدان نویسنده مجموعه گفت: فیلم‌نامه‌ای که ما تحویل دادیم دو فصل ۱۴ قسمتی بود که در مجموع ۲۸ قسمت می‌شد. برخلاف آنچه مطرح می‌شود ریتم فیلم نامه برخلاف آنچه پخش شد، تند و پر از ماجرا بود. متأسفانه به خاطر ریتم کند سریال و حواشی بی‌دلیل، کار به این مهم دست پیدا نکرد.[۱۹]
- خبرگزاری فارس پس از پایان پخش سریال، فیلم‌نامه و ریتم کند آن و انتخاب بازیگران سریال را به انتقاد گرفت و همچنین دل را به ترویج خودکشی متهم کرد.

سازندگان این سریال در قسمت‌های پایانی ۲ فقره خودکشی را به رخ مخاطبان کشیدند. آن هم در قاب‌هایی که وقتی مخاطب جای آنها قرار بگیرد، بهشان حق بدهد.
- حامد بهداد در مصاحبه‌ای اینترنتی گفت:مثل بعضی از بازیگرها نیستم که وقتی کاری را انجام می‌دهم و از یک پل عبور می‌کنم یک پشت پا بزنم و کسانی را که با آنها همکاری کردم را آزرده‌خاطر کنم. مسئولیت هر کاری که کردم را می‌پذیرم. اگر هم در طول زندگی اشتباهاتی کرده باشم آنها هم قابل جبران و عذرخواهی‌اند. در مورد دل من از بس که فیلم‌های خشن و خشونت‌بار بازی کرده بودم و از بس که فریاد کشیده بودم فکر می‌کردم لازم دارم تصویری را از خودم به جا بگذارم یا قصه‌ای را بازی کنم که در راه عشق و محبت و ثبات قدم و صبر باشد و در راه اتصال و وصل باشد و برای خودم تماشاگری جدید تولید کنم. تماشاگری که با قلب ساده خودش قلاب بیندازد و این عشق را دریافت کند.[۲۱]
- منوچهر هادی پس از صحبت‌های حامد بهداد در صفحه اینستاگرامش نوشت: حامد بهداد عزیز یه چیزایی یاد گرفتنی نیست، و وقتی یادت میدن ممکن دوباره فراموش کنی. یه چیزایی باید تو وجود آدم باشه، تو ذات آدم، توسرشتش. در تمام مدت کار و بعد اون یکرنگ و متعهد به نقش و وفادار به مجموعه بودی. خیلی از دوستانمون با چندتا انتقاد، خودشونو پنهان کردن و بی‌مهری و بی‌معرفتیشون به من ثابت شد، که خودشونم می‌دونن کیا هستند. ولی وجود سرشار از تعهد تو به نقش و بازیگری و شناخت و معرفت انسانیت در سریال دل همراه من بوده و هست، شاید ناخواسته از سمت تو، ولی هست. دم معرفت و شعورت گرم داداشی. این روزها در می‌خواهم زنده بمانم می‌درخشی و لذت دیدار تو زیاد نصیب من می‌شود. بمان و بدرخش همچنان برای سینما و مخاطب فهیم این هنر ناب.[۲۲]

## سانسور
- منوچهر هادی با انتشار عکسی در صفحهٔ اینستاگرام خود نوشت:

به دلیل ممیزی لباس بانو نسرین مقانلو توسط وزارت ارشاد مجبور شدیم بخش رنگی لباس رو به رنگ آبی در بیاوریم این پروسه نزدیک به دو ماه کار برد و در بخش‌هایی از صحنه‌های فیلم گردن‌بند خانوم مقانلو هم به رنگ آبی درآمده بود که بهتر از این نمی‌شد.
- مهراوه شریفی‌نیا نیز با انتشار پستی در صفحهٔ اینستاگرام خود نوشت:

اگه حافظه‌ام درست یاری کنه!، در سکانس‌های اول حضور نقش من در «دل»، مثلاً عروسی رابی بود که با تغییر رنگ لباس تبدیل شده به نامزدی!!!
احتمالاً باب طبعِ عزیزانِ ناظر نبوده که در پنج قسمت اولِ سریال، شاهد ناکام موندن دو تا جشن عروسی باشیم و با تغییر رنگ لباس از سفید به آبی و استفاده از واژهٔ «نامزد» به جای «عروس» مراسم عروسی رو به نامزدی بدل کردند!
به نظرم این تصمیم بدون توجه به روند قصه و اتفاقاتی که در آینده برای رابی خواهد افتاد، گرفته شده!!!
اینقدر این ماجرا فانتزیست که یاد کارتون «زیبای خفته» و دعوای بچگانهٔ پری‌ها سر رنگ لباسش افتادم ….

باشد که سرنوشت «رابی عزیزم» بیشتر از این مورد هجومِ طلسم‌های بی‌دلیل و عجولانه قرار نگیرد … آمین.